# Gabriel Urdaneta
 Gabriel José Urdaneta Rangel (* 7. Januar 1976 in Mérida) ist ein ehemaliger venezolanischer Fußballspieler, er hat auf der Position eines Mittelfeldspielers gespielt.
Gabriel Urdaneta begann seine Karriere bei Caracas Fútbol Club. Zur Saison 2000/01 wechselte er zum FC Luzern in die Nationalliga A, hier blieb er eineinhalb Spielzeiten, ehe er zu SV Waldhof Mannheim in die 2. Fußball-Bundesliga wechselte. In Mannheim vermochte er sich nicht durchzusetzen, weshalb er während der Saison 2003/04 in die Schweiz zum FC Lugano zurückkehrte. Da er hier ebenfalls kaum zum Einsatz kam, wechselte er am Ende der Spielzeit erneut, diesmal zum SC Kriens in die Challenge League, hier kam er regelmäßig zum Einsatz. Zur Saison 2004/05 wechselte der Venezolaner zum BSC Young Boys, hier kam er in seiner zweiten Spielzeit kaum noch zum Einsatz, weshalb er zum FC Vaduz weiter zog. Am Ende der Saison 2005/06 löste der FC Vaduz den Vertrag mit Urdaneta auf. Er wechselte zu UA Maracaibo nach Venezuela zurück. Er spielte noch einige Jahre in der ersten venezolanischen Liga. Mitte 2011 kehrte er in die Schweiz zurück, wo er sich dem FC Köniz in der 1. Liga Classic anschloss. Am Ende der Saison 2012/13 stieg er mit seiner Mannschaft in die 1. Liga Promotion auf. Im Sommer 2014 beendete er seine aktive Laufbahn.
Im Sommer 2017 wurde Urdaneta Assistent von Bernard Pulver beim FC Köniz. Anfang 2019 übernahm er den Cheftrainerposten bei der zweiten Mannschaft des Klubs.